# 陆游妻
陆游妻，最初记载是陆游因父母原因被休弃的元配妻子。元朝周密在《齊東野語》中，称她为唐氏。清末民初詞學家況周頤在《香东漫笔》中，称她为唐琬:61。1950年代以来，多误认为她是陆游表妹，唐琬为其真名:120:181。

## 相关记载
陆游休妻一事最早的文献记载，见于南宋刘克庄在《後村詩話·續集·卷二》:121。全文如下：	
放翁少時，二親教督甚嚴。初婚某氏，伉儷相得，二親恐其惰於學也，數譴婦。放翁不敢逆尊者意，與婦訣。某氏改事某官，與陸氏有中外。一日通家于沈園，坐間目成而已。翁得年最高，晚有二絕云：「腸斷城頭畫角哀，沈園非復舊池台。傷心橋下春波綠，曾見驚鴻照影來。」「夢斷香銷四十年，沈園柳老不吹綿。此身行作稽山土，尤吊遺蹤一泫然。」舊讀此詩，不解其意，後見曾溫伯，言其詳。溫伯名黯，茶山孫，受學于放翁。
陳鵠《耆舊續聞·卷十》中对此事有进一步描述，提及陆游在沈园赋词，陆游妻「見而和之，云『世情薄，人情惡』之句，惜不得其全闋。」全文如下：
余弱冠客會稽，遊許氏園，見壁間有陸放翁所題詞云：「紅酥手，黃藤酒，滿城春色宮墻柳。東風惡，歡情薄。一懷愁恨，幾年離索。錯！錯！錯！春如舊，人空瘦，淚痕紅浥鮫綃透。桃花落，閑池閣。山盟雖在，錦書難託。莫！莫！莫！」筆勢飄逸，書於沈氏園，辛未三月題。放翁先室內琴瑟甚和，然不當母夫人意，因出之。夫婦之情，實不忍離。後適南班士石其家，有園館之勝。務觀一日至園中，去婦聞之，遣遺黃封酒果饌，通殷勤。公感其情，為賦此詞。其婦見而和之，云「世情薄，人情惡」之句，惜不得其全闋。未幾，怏怏而卒，聞者為之愴然。此園後更許氏。淳熙間，其壁猶存，好事者以竹木交護之，今不復有矣。
周密《齊東野語·卷一》，对陆游与元配妻子之事描述更为详细。提及陆游妻为唐閎之女，是陆游母亲唐夫人的侄女。这一说法被后世沿用。但现代研究者指出，唐夫人出身于江陵唐氏。唐閎是山阴唐氏。并非一族:84。有研究者虽指唐閎一名是周密杜撰的，但仍认为唐氏是陆游表姐妹，推测她是唐夫人的堂兄弟唐意之女:46—47。

《齊東野語》相关记载如下：
陸務觀初娶唐氏，閎之女也，於其母夫人為姑姪。伉儷相得，而弗獲於其姑。既出，而未忍絕之，則為別館，時時往焉。姑知而掩之，雖先知挈去，然事不得隱，竟絕之，亦人倫之變也。
唐後改適同郡宗子士程。嘗以春日出遊，相遇於禹跡寺南之沈氏園。唐以語趙，遣致酒肴，翁悵然久之，為賦《釵頭鳳》一詞，題園壁間云：「紅酥手，黃藤酒，滿城春色宮墻柳。東風惡，歡情薄，一懷愁緒，幾年離索。錯！錯！錯！春如舊，人空瘦，淚痕紅邑鮫綃透。桃花落，閑池閣，山盟雖在，錦書難託。莫！莫！莫！」實紹興乙亥歲也。
翁居鑒湖之三山，晚歲每入城，必登寺眺望，不能勝情。嘗賦二絕云：「夢斷香銷四十年，沈園柳老不飛綿。此身行作稽山土，猶吊遺蹤一悵然。」又云：「城上斜陽畫角哀，沈園無復舊池臺。傷心橋下春波綠，曾是驚鴻照影來。」蓋慶元己未歲也。
未久，唐氏死。至紹熙壬子歲，復有詩。序云：「禹跡寺南，有沈氏小園。四十年前，嘗題小詞一闋壁間。偶復一到，而園已三易主，讀之悵然。」詩云：「楓葉初丹槲葉黃，河陽愁鬢怯新霜。林亭感舊空回首，泉路憑誰說斷腸。壞壁辭題塵漠漠，斷雲幽夢事茫茫。年來妄念消除盡，回向蒲龕一炷香。」

又至開禧乙丑歲暮，夜夢遊沈氏園，又兩絕句云：「路近城南已怕行，沈家園裏更傷情。香穿客袖梅花在，綠蘸寺橋春水生。」「城南小陌又逢春，只見梅花不見人。玉骨久成泉下土，墨痕猶鎖壁間塵。」沈園後屬許氏，又為汪之道宅云。
1930年代丁傳靖编撰《宋人軼事彙編》中引況周頤所著《香东漫笔》，有“放翁出妻姓唐名琬”一句:61，或是唐琬一名出处。